# Chris Rea
Chris Rea, született Christopher Anton Rea (Middlesbrough, Anglia, 1951. március 4. –) brit rockgitáros, énekes, zeneszerző, szövegíró.

## Élete
1975-től a Magdelene, később Beautiful Losers együttes tagja volt. 1976-tól szólista, a Magnet kiadóhoz szerződött. 1978-ban sikeres szólókarrierbe fogott.
Az ír–olasz származású Chris Reát az angol Bruce Springsteennek szeretik nevezni mind témái, mind a rhythm and blues, country- és folkalapokra épülő zenéje, mind a stílusa miatt. Dallamvilág a kelta hagyományokra épül. Visszatérő motívum még zenéiben az autózás és a vezetés, miután a zenész bevallottan nagy rajongója az autóknak.
Háromszor koncertezett Magyarországon: 2002-ben, 2008-ban és 2012-ben.

## Magánélete
1980-ban elvette feleségül Joant, akitől 2 gyermeke született: Josie (1984) és Julia (1989).

## Lemezei
- Whatever Happened to Benny Santini? (1978)
- Deltics (Pete Wingfielddel és Rod Argenttel, 1979)
- Tennis (1980)
- Chris Rea (1982)
- Water Sign (1983)
- Wired to the Moon (1984)
- Shamrock Diaries (1985)
- On the Beach (1986)
- Dancing with Strangers (1987)
- New Light from Old Windows (The Best of) (1988)
- The Road to Hell (1989)
- Auberge (1990)
- God's Great Banana Skin (1992)
- Espresso Logic (1993)
- The Best of (1994)
- La Passione (1996)
- The Blue Cafe (1998)
- King of the Beach (2000)
- The Road to Hell 2 (2000)
- Dancing Down the Stony Road / Stony Road (2002)
- Blue Street (Five guitars) (2003)
- The Blue Jukebox (2004)
- Blue Guitars (2005)
- The Return of the Fabulous Hofner Blue Notes (2008)
- Still Got So Far to Go: The Best of Chris Rea (2009)
- The Journey 1978-2009 (2011)
- The Best (2018)
- Era 1: 1978-1984 (2020)